# Estación de Vernayaz
La estación de Vernayaz es la principal estación ferroviaria de la comuna suiza de Vernayaz, en el cantón del Valais.

## Historia y situación
La estación de Vernayaz fue inaugurada en el año 1859 con la puesta en servicio del tramo Le Bouveret - San Mauricio - Martigny, que pertenece el primer segmento a la línea del Tokin y el segundo, a la línea Lausana - Brig, más conocida como la línea del Simplon.
Se encuentra ubicada en las afueras del noroeste del núcleo urbano de Vernayaz. Cuenta con dos andenes laterales a los que acceden dos vías pasantes.
En términos ferroviarios, la estación se sitúa en la línea Lausana - Brig. Sus dependencias ferroviarias colaterales son la estación de Evionnaz hacia Lausana, y la estación de Martigny en dirección Brig.

## Servicios ferroviarios
Los servicios ferroviarios de esta estación están prestados por SBB-CFF-FFS y por RegionAlps, empresa participada por los SBB-CFF-FFS y que opera servicios de trenes regionales en el Cantón del Valais:

### Regional
- R Saint-Gingolph - Monthey - San Mauricio - Sion - Brig. Efectúa parada en todas las estaciones y apeaderos del trayecto. Algunos trenes sólo realizan el trayecto Monthey - Brig. Operado por RegionAlps.